# (298) Baptistina
(298) Baptistina és un asteroide pertanyent al cinturó d'asteroides descobert el 9 de setembre de 1890 per Auguste Honoré Charlois des de l'observatori de Niça, França.
Es desconeix la raó del nom.

## Característiques
Malgrat tenir característiques orbitals similars als membres de la família de Flora, Baptistina és un intrús en aquesta regió i forma la seva pròpia família d'asteroides. Durant un temps es va considerar la font de l'impacte que va conduir a l'extinció dels dinosaures, però estudis basats en les dades del WISE van rebutjar tal possibilitat en elevar l'edat de la família fins als 80 milions d'anys.